# Sobradão
Sobradão é um edifício histórico localizado no município brasileiro de Minas Novas. Construído em 1821, foi tombado pelo Instituto do Patrimônio Histórico e Artístico Nacional em 1959 e restaurado em 2021.